# قصر نفرین‌شدگان
قصر نفرین شدگان (به انگلیسی: Palace of the Damned) جلد سوم حماسه لارتن کرپسلی اثر دارن شان نویسنده ایرلندی است. 

## داستان
لارتن در برهوت یخ زده ی قطب آماده بود تا با آغوش باز به استقبال مرگ رود. خود را مستحق هیچ بخششی نمی دانست. کودک را روی تابوت یخی گذاشت و به سوی شکافی رفت که معلوم نبود انتهای آن کجاست. همه ی کسانی را که دوست شان داشت به یاد آورد، شتاب زده دعایی خواند و خود را به درون شکاف رها کرد. در آخرین لحظه از کار خود پشیمان شد اما برای بازگشت به زندگی خیلی دیر بود... 